# Elbe (Washington)
Elbe es un lugar designado por el censo ubicado en el condado de Pierce en el estado estadounidense de Washington. En el año 2000 tenía una población de 21 habitantes y una densidad poblacional de 315,9 personas por km².

## Geografía
Elbe se encuentra ubicado en las coordenadas 46°45′54″N 122°11′35″O / 46.76500, -122.19306.

## Demografía
Según la Oficina del Censo en 2000 los ingresos medios por hogar en la localidad eran de $13.750. La renta per cápita para la localidad era de $13.863. El 0% de la población estaban por debajo del umbral de pobreza.